# デ・ラランデ邸
デ・ラランデ邸（デ・ラランデてい）は、かつて東京都新宿区信濃町にあった西洋式住宅である。2013年、江戸東京たてもの園に移築復元され、公開されている。スレート葺きのマンサード屋根（腰折れ屋根）と下見板張りの外壁を持つ。

## 沿革
明治時代の気象学者・物理学者の北尾次郎が自邸として設計したと伝わる木造平屋建て・瓦葺き・寄棟屋根・下見板張りの洋館だった。北尾の逝去後、1910年（明治43年）頃にドイツ人建築家ゲオルグ・デ・ラランデの住居となった。デ・ラランデによって木造3階建てに大規模増築され、北尾次郎居住時の1階部分も大改造されたと見られている。1914年（大正3年）にデ・ラランデが死去した後、何度か居住者が変わり、1956年（昭和31年）から、カルピス株式会社の創業者三島海雲の住居となった。三島海雲の死後は三島食品工業株式会社の事務所として1999年（平成11年）まで使用された。同年、移築・復元を前提に東京都に寄贈された。江戸東京たてもの園で復元工事が進められ、2013年4月20日に公開された。
建物は大規模増築が行われた頃、室内は残された古写真を基にデ・ラランデ居住時（大正期）を想定した復元がなされた。邸内にはカフェ「武蔵野茶房」が出店している。

### 設計者
建築史家によって、この建物は1910年頃、デ・ラランデが自宅兼事務所として建てたと考えられてきた。しかし、建物を解体した際の調査によって、当初は平屋建の建物であり、後に2・3階部分が増築されたことが判明した。
ドイツ在住でデ・ラランデの足跡を調査してきた広瀬毅彦は、土地所有者だった北尾次郎の子孫宅で発見した明治時代の写真等から、北尾次郎が1892年（明治25年）に自ら設計して平屋建ての洋館を建てていたことを確認した。また、土地台帳等の調査から、土地は北尾次郎の死後も（昭和期まで）北尾家が所有していたことが判明した。広瀬は、デ・ラランデは借家人だった可能性が強いと推定し、デ・ラランデが増築部分を設計した根拠は見当たらないとした。
江戸東京たてもの園は、広瀬毅彦の発表を受けて、ホームページに載せていた建物の紹介文を一部訂正したが、増築部分はデ・ラランデの設計と推定している。『デ・ラランデ邸復元工事報告書』（2014年）では、当時の「建築画報」（1912年7月）がデ・ラランデの設計作品として紹介していることや、解体した部材（2階部分）に「ゲーラランデー」という墨書があったことなどを根拠に挙げている。

## 『鏡子の家』
この家を三島由紀夫の長編小説『鏡子の家』のモデルだとする説がある。以下、新潮文庫版『鏡子の家』より引用。
藤森照信は『建築探偵の冒険 東京篇』で、まだ信濃町にあったデ・ラランデ邸（三島邸）を実際に訪れた後、『鏡子の家』を読んでみて、その描写が信濃町の三島邸をそっくり写していると記し、おそらく、「西洋かぶれ」の作者は、電車の窓からこの家を見つけ、散歩がてらに建築探偵し、＜三島＞という表札が気に入って、モデルにしたんだろうと推測している。
猪瀬直樹は『ペルソナ 三島由紀夫伝』の中で『鏡子の家』について、三島が出入りしていた屋敷とその女主人が素材にされているとし、小説はサロンの所在が信濃町となっているが、実際は品川区であると記している。